# Макинский, Аббасали бек
Аббасали бек Макинский (азерб. Abbasəli bəy Bəhram bəy oğlu Makinski; 4 [16] июня 1888, Эривань, Эриванский уезд, Эриванская губерния, Российская империя — 22 марта 1938, Баку, Азербайджанская ССР, СССР) — юрист, общественно-политический деятель, уполномоченный Министерства юстиции Азербайджанской Демократической Республики, переводчик министерства иностранных дел.

## Биография
Родился 16 июня (4 числа по старому календарю) 1888 года в Эривани. Был одним из представителей рода Макинских, происходящего из небольшого городка Маку в Западном Азербайджане (территория Ирана).
Получил начальное образование в реальном училище сперва в родном городе, а затем в классической гимназии в Тифлисе. В 1908 году уезжает в Киев, чтобы получить высшее образование. Несмотря на большой интерес к литературе, он решает учиться на юридическом факультете Киевского университета. Он не только изучает право, но и с большим энтузиазмом учится говорить на французском, немецком и английском, а также изучает текст на латыни.
В студенческие годы подружился с Юсифом Везировым, впоследствии известным как писатель Юсиф Везирович Чеменземинли, который учился у него на курсе. Вместе они создают организацию азербайджанских студентов, обучающихся в Киеве. Аббасали бек, как один из самых активных членов этой организации, заканчивает университет в 1913 году с отличием и возвращается на родину, чтобы служить своему народу.
С установлением Советской власти в Армении Аббасали бек переезжает в Баку. А в 1922-1923 годах работает в Азербайджанском консульстве в Стамбуле. Затем снова возвращается в Баку, где подвергался преследованиям и давлению со стороны большевиков за свою прошлую деятельность. В это время он начинает работать в Азернешре.
14 марта 1938 года был арестован по обвинению в контрреволюционной деятельности. А затем был расстрелян в ночь с 22 на 23 марта.
Реабилитирован (посмертно).